# Santa Helena (Santa Catarina)
Pour les articles homonymes, voir Santa Helena.
Santa Helena est une ville brésilienne située dans la mésorégion Ouest de Santa Catarina, dans l'État de Santa Catarina.

## Géographie
Santa Helena se situe par une latitude de 26° 56′ 15″ sud et par une longitude de 53° 37′ 09″ ouest, à une altitude de 530 mètres.
Sa population était de 2 382 habitants au recensement de 2010. La municipalité s'étend sur 81 km2.
Elle fait partie de la microrégion de São Miguel do Oeste, dans la mésorégion Ouest de Santa Catarina.

## Administration
La municipalité est constituée d'un seul district, siège du pouvoir municipal.

## Villes voisines
Santa Helena est voisine des municipalités (municípios) suivantes :
- Belmonte
- Descanso
- Iporã do Oeste
- Tunápolis

La ville est également limitrophe de l'Argentine.